# Epidesma vinasia
Epidesma vinasia là một loài bướm đêm thuộc phân họ Arctiinae, họ Erebidae.